# Турымкул
Турымкул (каз. Тұрымқұл, до 199? г. — 60 лет Октября) — село в Таласском районе Жамбылской области Казахстана. Входит в состав Ойыкского сельского округа. Код КАТО — 316243200.

## Население
В 1999 году население села составляло 228 человек (103 мужчины и 125 женщин). По данным переписи 2009 года, в селе проживали 292 человека (150 мужчин и 142 женщины).